# Tajvan az 1968. évi nyári olimpiai játékokon
Tajvan a mexikói Mexikóvárosban megrendezett 1968. évi nyári olimpiai játékok egyik részt vevő nemzete volt. Az országot az olimpián 8 sportágban 43 sportoló képviselte, akik összesen 1 érmet szereztek.

## Érmesek
| Érem  | Versenyző            | Sportág  | Versenyszám  |
| ----- | -------------------- | -------- | ------------ |
| Bronz | Csi Cseng (Jì Zhèng) | Atlétika | Női 80 m gát |

## Atlétika
Férfi
| Versenyző                        | Versenyszám | Előfutam | Előfutam | Előfutam | Negyeddöntő | Negyeddöntő | Negyeddöntő | Elődöntő | Elődöntő | Elődöntő | Döntő   | Döntő    |
| Versenyző                        | Versenyszám | Idő      | Hely.    | Össz.    | Idő         | Hely.       | Össz.       | Idő      | Hely.    | Össz.    | Idő     | Helyezés |
| -------------------------------- | ----------- | -------- | -------- | -------- | ----------- | ----------- | ----------- | -------- | -------- | -------- | ------- | -------- |
| Csen Csüan-sou (Chen Chuan-Show) | 100 m       | 10,91    | 6.       | 60.      | kiesett     | kiesett     | kiesett     | kiesett  | kiesett  | kiesett  | kiesett | kiesett  |
| Szu Ven-ho (Su Wen-Ho)           | 100 m       | 10,81    | 7.       | 58.      | kiesett     | kiesett     | kiesett     | kiesett  | kiesett  | kiesett  | kiesett | kiesett  |
| Ko Ming-mao (Kun Min-Mu)         | 200 m       | 22,44    | 7.       | 45.      | kiesett     | kiesett     | kiesett     | kiesett  | kiesett  | kiesett  | kiesett | kiesett  |
| Ko Ming-mao (Kun Min-Mu)         | 400 m       | 49,07    | 7.       | 51.      | kiesett     | kiesett     | kiesett     | kiesett  | kiesett  | kiesett  | kiesett | kiesett  |
| Szu Po-taj (Su Po-Tai)           | 110 m gát   | 15,11    | 7.       | 32.      |             |             |             | kiesett  | kiesett  | kiesett  | kiesett | kiesett  |

| Versenyző                      | Versenyszám | Selejtező | Selejtező | Döntő    | Döntő    |
| Versenyző                      | Versenyszám | Eredmény  | Helyezés  | Eredmény | Helyezés |
| ------------------------------ | ----------- | --------- | --------- | -------- | -------- |
| Hung Szan-lang (Hong Son-Long) | Magasugrás  | 195 cm    | 37.       | kiesett  | kiesett  |
| Vu A-min (Wu Ah-Min)           | Rúdugrás    | 450 cm    | 21.       | kiesett  | kiesett  |
| Szu Ven-ho (Su Wen-Ho)         | Távolugrás  | 730 cm    | 28.       | kiesett  | kiesett  |
| Csen Ming-cse (Chen Ming-Chi)  | Távolugrás  | 671 cm    | 31.       | kiesett  | kiesett  |
| Csen Ming-cse (Chen Ming-Chi)  | Hármasugrás | 15,29 m   | 31.       | kiesett  | kiesett  |

| Versenyző                        | Versenyszám | 100 m | 100 m | Távolugrás | Távolugrás | Súlylökés | Súlylökés | Magasugrás | Magasugrás | 400 m | 400 m | 110 m gát        | 110 m gát        | Diszkoszvetés | Diszkoszvetés | Rúdugrás      | Rúdugrás      | Gerelyhajítás | Gerelyhajítás | 1500 m        | 1500 m        | Végeredmény   | Végeredmény   |
| Versenyző                        | Versenyszám | Idő   | Pont  | Eredmény   | Pont       | Eredmény  | Pont      | Eredmény   | Pont       | Idő   | Pont  | Idő              | Pont             | Eredmény      | Pont          | Eredmény      | Pont          | Eredmény      | Pont          | Idő           | Pont          | Pont          | Helyezés      |
| -------------------------------- | ----------- | ----- | ----- | ---------- | ---------- | --------- | --------- | ---------- | ---------- | ----- | ----- | ---------------- | ---------------- | ------------- | ------------- | ------------- | ------------- | ------------- | ------------- | ------------- | ------------- | ------------- | ------------- |
| Vu A-min (Wu Ah-Min)             | Tízpróba    | 11,32 | 791   | 740 cm     | 910        | 12,08 m   | 611       | 180 cm     | 627        | 52,31 | 711   | 14,82            | 871              | 40,25 m       | 670           | 435 cm        | 716           | 60,10 m       | 739           | 5:08,93       | 361           | 7154          | 15.           |
| Csen Csüan-sou (Chen Chuan-Show) | Tízpróba    | 10,84 | 897   | 678 cm     | 762        | 12,38 m   | 629       | 170 cm     | 544        | 50,91 | 773   | nem állt rajthoz | nem állt rajthoz | nem ért célba | nem ért célba | nem ért célba | nem ért célba | nem ért célba | nem ért célba | nem ért célba | nem ért célba | nem ért célba | nem ért célba |

Női
| Versenyző                                                                                        | Versenyszám     | Előfutam | Előfutam | Előfutam | Negyeddöntő | Negyeddöntő | Negyeddöntő | Elődöntő | Elődöntő | Elődöntő | Döntő   | Döntő    |
| Versenyző                                                                                        | Versenyszám     | Idő      | Hely.    | Össz.    | Idő         | Hely.       | Össz.       | Idő      | Hely.    | Össz.    | Idő     | Helyezés |
| ------------------------------------------------------------------------------------------------ | --------------- | -------- | -------- | -------- | ----------- | ----------- | ----------- | -------- | -------- | -------- | ------- | -------- |
| Csi Cseng (Ji Zheng)                                                                             | 100 m           | 11,45    | 3.       | 7.       | 11,31       | 2.          | 6.          | 11,49    | 4.       | 6.       | 11,53   | 7.       |
| Csi Cseng (Ji Zheng)                                                                             | 80 m gát        | 10,53    | 2.       | 3.       |             |             |             | 10,56    | 2.       | 2.       | 10,51   |          |
| Je Csü-mej (Yeh Chu-Mei)                                                                         | 80 m gát        | 11,77    | 5.       | 31.      |             |             |             | kiesett  | kiesett  | kiesett  | kiesett | kiesett  |
| Je Csü-mej (Yeh Chu-Mei)                                                                         | 200 m           | 25,55    | 8.       | 36.      |             |             |             | kiesett  | kiesett  | kiesett  | kiesett | kiesett  |
| Tien A-mej (Tien Ah-Mei)                                                                         | 200 m           | 25,53    | 7.       | 35.      |             |             |             | kiesett  | kiesett  | kiesett  | kiesett | kiesett  |
| Csi Cseng (Ji Zheng) Je Csü-mej (Yeh Chu-Mei) Lin Csun-jü (Lin Chun-Yu) Tien A-mej (Tien Ah-Mei) | 4 × 100 m váltó | 47,24    | 6.       | 13.      |             |             |             |          |          |          | kiesett | kiesett  |

| Versenyző                 | Versenyszám | Selejtező | Selejtező | Döntő    | Döntő    |
| Versenyző                 | Versenyszám | Eredmény  | Helyezés  | Eredmény | Helyezés |
| ------------------------- | ----------- | --------- | --------- | -------- | -------- |
| Lin Csun-jü (Lin Chun-Yu) | Távolugrás  | 559 cm    | 23.       | kiesett  | kiesett  |

| Versenyző                 | Versenyszám | 80 m gát | 80 m gát | Súlylökés | Súlylökés | Magasugrás | Magasugrás | Távolugrás | Távolugrás | 200 m | 200 m | Végeredmény | Végeredmény |
| Versenyző                 | Versenyszám | Idő      | Pont     | Eredmény  | Pont      | Eredmény   | Pont       | Eredmény   | Pont       | Idő   | Pont  | Pont        | Helyezés    |
| ------------------------- | ----------- | -------- | -------- | --------- | --------- | ---------- | ---------- | ---------- | ---------- | ----- | ----- | ----------- | ----------- |
| Tien A-mej (Tien Ah-Mei)  | Ötpróba     | 11,85    | 918      | 9,04 m    | 640       | 135 cm     | 660        | 506 cm     | 767        | 25,30 | 914   | 3899        | 27.         |
| Lin Csun-jü (Lin Chun-Yu) | Ötpróba     | 11,68    | 948      | 9,82 m    | 700       | 148 cm     | 814        | 536 cm     | 839        | 26,56 | 803   | 4104        | 26.         |

## Kerékpározás

### Országúti kerékpározás
| Versenyző | Versenyszám     | Idő              | Helyezés      |
| --- | --------------- | ---------------- | ------------- |
| Liu Cseng-tao (Liu Cheng-Tao)                                                                                                   | Mezőnyverseny   | nem ért célba    | nem ért célba |
| Teng Csun-huaj (Deng Chueng-Hwai)                                                                                               | Mezőnyverseny   | nem ért célba    | nem ért célba |
| Hszü Ming-si (Shue Ming-Shu) | Mezőnyverseny   | nem ért célba    | nem ért célba |
| Liu Cseng-tao (Liu Cheng-Tao) Teng Csun-huaj (Deng Chueng-Hwai) Csiang Kuang-nan (Jiang Guang-Nan) Hszü Ming-si (Shue Ming-Shu) | Csapat időfutam | 2:42:13 (+34:24) | 29.           |

### Pálya-kerékpározás
Sprintverseny
| Versenyző                 | Versenyszám  | 1. forduló                                        | 1. forduló | Vigaszág                   | Vigaszág | 2. forduló             | 2. forduló | Vigaszág               | Vigaszág | Nyolcaddöntő           | Nyolcaddöntő | Vigaszág selejtező     | Vigaszág selejtező | Vigaszág döntő       | Vigaszág döntő | Negyeddöntő          | Elődöntő             | Döntő                | Helyezés    |
| Versenyző                 | Versenyszám  | Ellenfelek Győztes idő                            | Hely.      | Ellenfél Győztes idő       | Hely.    | Ellenfelek Győztes idő | Hely.      | Ellenfelek Győztes idő | Hely.    | Ellenfelek Győztes idő | Hely.        | Ellenfelek Győztes idő | Hely.              | Ellenfél Győztes idő | Hely.          | Ellenfél Győztes idő | Ellenfél Győztes idő | Ellenfél Győztes idő | Helyezés    |
| ------------------------- | ------------ | ------------------------------------------------- | ---------- | -------------------------- | -------- | ---------------------- | ---------- | ---------------------- | -------- | ---------------------- | ------------ | ---------------------- | ------------------ | -------------------- | -------------- | -------------------- | -------------------- | -------------------- | ----------- |
| Fan Jüe-tao (Fan Yue-Tao) | Férfi egyéni | Roger Gibbon (TRI) · Jürgen Kissner (FRG) · 11,15 | 2.         | Daniel Goens (BEL) · 11,81 | 2.       | kiesett                | kiesett    | kiesett                | kiesett  | kiesett                | kiesett      | kiesett                | kiesett            | kiesett              | kiesett        | kiesett              | kiesett              | kiesett              | helyezetlen |

Időfutam
| Versenyző                 | Versenyszám  | Idő     | Helyezés |
| ------------------------- | ------------ | ------- | -------- |
| Fan Jüe-tao (Fan Yue-Tao) | Férfi egyéni | 1:11,13 | 30.      |

Üldözőversenyek
| Versenyző | Versenyszám  | Nyolcaddöntő | Nyolcaddöntő     | Nyolcaddöntő     | Negyeddöntő  | Negyeddöntő | Negyeddöntő | Elődöntő     | Elődöntő  | Elődöntő | Döntő        | Döntő     | Helyezés    |
| Versenyző | Versenyszám  | Ellenfél Idő | Saját idő        | Hely.            | Ellenfél Idő | Saját idő   | Hely.       | Ellenfél Idő | Saját idő | Hely.    | Ellenfél Idő | Saját idő | Helyezés    |
| --- | ------------ | --- | ---------------- | ---------------- | ------------ | ----------- | ----------- | ------------ | --------- | -------- | ------------ | --------- | ----------- |
| Liu Cseng-tao (Liu Cheng-Tao) Teng Csun-huaj (Deng Chueng-Hwai) Csiang Kuang-nan (Jiang Guang-Nan) Hszü Ming-si (Shue Ming-Shu) | Férfi csapat | Thaiföld (THA) · Pakanit Boriharnvanakhet · Somchai Chantarasamrit · Boontom Prasongquamdee · Chainarong Sophonpong · 4:56,80 | nem állt rajthoz | nem állt rajthoz | kiesett      | kiesett     | kiesett     | kiesett      | kiesett   | kiesett  | kiesett      | kiesett   | helyezetlen |

## Ökölvívás
| Versenyző                     | Versenyszám | Selejtező                  | 32-es főtábla                            | Nyolcaddöntő      | Negyeddöntő       | Elődöntő          | Döntő             | Helyezés |
| Versenyző                     | Versenyszám | Ellenfél Eredmény          | Ellenfél Eredmény                        | Ellenfél Eredmény | Ellenfél Eredmény | Ellenfél Eredmény | Ellenfél Eredmény | Helyezés |
| ----------------------------- | ----------- | -------------------------- | ---------------------------------------- | ----------------- | ----------------- | ----------------- | ----------------- | -------- |
| Csen Vej-zsen (Chan Wa-Yen)   | Légsúly     |                            | Prapan Duangchaoom (THA) · 0-5           | kiesett           | kiesett           | kiesett           | kiesett           | 17.      |
| Vang Csi-jing (Wang Chee-Yen) | Harmatsúly  | erőnyerő                   | Csang Szungil (Jang Sung-il) (KOR) · 2-3 | kiesett           | kiesett           | kiesett           | kiesett           | 17.      |
| Ho Sze-lang (Ho Su-Lung)      | Könnyűsúly  | Józef Grudzień (POL) · 0-5 | kiesett                                  | kiesett           | kiesett           | kiesett           | kiesett           | 33.      |

## Sportlövészet
Nyílt
| Versenyző                        | Versenyszám                    | Pont | Helyezés |
| -------------------------------- | ------------------------------ | ---- | -------- |
| Csou Jin-seng (Chou Yen-Sheng)   | Gyorstüzelő pisztoly           | 549  | 52.      |
| Cseng Csi-szen (Cheng Chi-Sen)   | Szabadpisztoly                 | 521  | 56.      |
| Csen Cseng-kang (Chen Jeng-Gang) | Szabadpisztoly                 | 525  | 53.      |
| Taj Csao-cse (Tai Chao-Chih)     | Sportpuska, fekvő              | 578  | 80.      |
| Vu Tao-jüan (Wu Tao-Yan)         | Sportpuska, fekvő              | 585  | 59.      |
| Vu Tao-jüan (Wu Tao-Yan)         | Szabadpuska, összetett (300 m) | 1085 | 26.      |
| Vu Tao-jüan (Wu Tao-Yan)         | Sportpuska, összetett          | 1121 | 44.      |
| Pan Kuang (Pan Kou-Ang)          | Sportpuska, összetett          | 1020 | 61.      |
| Lin Ho-ming (Lin Ho-Ming)        | Trap                           | 181  | 43.      |
| Cseng Szung-ken (Cheng Sung-Gun) | Trap                           | 175  | 46.      |

## Súlyemelés
| Versenyző                           | Versenyszám | Nyomás                   | Nyomás                   | Szakítás | Szakítás | Lökés    | Lökés    | Összesen | Helyezés |
| Versenyző                           | Versenyszám | Eredmény                 | Helyezés                 | Eredmény | Helyezés | Eredmény | Helyezés | Összesen | Helyezés |
| ----------------------------------- | ----------- | ------------------------ | ------------------------ | -------- | -------- | -------- | -------- | -------- | -------- |
| Csen Kuj-szen (Chen Kue-Sen)        | 56 kg       | érvényes kísérlet nélkül | érvényes kísérlet nélkül | kiesett  | kiesett  | kiesett  | kiesett  | kiesett  | kiesett  |
| Csung Nan-fej (Chung Nan-Fei)       | 60 kg       | érvényes kísérlet nélkül | érvényes kísérlet nélkül | kiesett  | kiesett  | kiesett  | kiesett  | kiesett  | kiesett  |
| Csang Ming-csung (Chang Ming-Chung) | 60 kg       | érvényes kísérlet nélkül | érvényes kísérlet nélkül | kiesett  | kiesett  | kiesett  | kiesett  | kiesett  | kiesett  |
| Csen Csia-nan (Chen Chia-Nan)       | 67,5 kg     | 105,0                    | 18.                      | 107,5    | 15.      | 142,5    | 16.      | 355,0    | 17.      |
| Csen Seng-tö (Cheng Sheng-Teh)      | 90 kg       | 130,0                    | 21.                      | 135,0    | 11.      | 160,0    | 19.      | 425,0    | 18.      |

## Torna
Férfi
| Versenyző                   | Versenyszám      | Selejtező | Selejtező | Döntő    | Döntő    |
| Versenyző                   | Versenyszám      | Pontszám  | Helyezés  | Pontszám | Helyezés |
| --------------------------- | ---------------- | --------- | --------- | -------- | -------- |
| Cseng Hu (Cheng Fu)         | Talaj            | 15,75     | 108.      | kiesett  | kiesett  |
| Cseng Hu (Cheng Fu)         | Ugrás            | 16,60     | 110.      | kiesett  | kiesett  |
| Cseng Hu (Cheng Fu)         | Korlát           | 16,60     | 106.      | kiesett  | kiesett  |
| Cseng Hu (Cheng Fu)         | Nyújtó           | 12,10     | 113.      | kiesett  | kiesett  |
| Cseng Hu (Cheng Fu)         | Gyűrű            | 13,75     | 112.      | kiesett  | kiesett  |
| Cseng Hu (Cheng Fu)         | Lólengés         | 10,45     | 112.      | kiesett  | kiesett  |
| Cseng Hu (Cheng Fu)         | Egyéni összetett |           |           | 82,25    | 112.     |
| Laj Cse-nung (Lai Chu-Long) | Talaj            | 16,20     | 102.      | kiesett  | kiesett  |
| Laj Cse-nung (Lai Chu-Long) | Ugrás            | 17,00     | 108.      | kiesett  | kiesett  |
| Laj Cse-nung (Lai Chu-Long) | Korlát           | 16,40     | 109.      | kiesett  | kiesett  |
| Laj Cse-nung (Lai Chu-Long) | Nyújtó           | 17,10     | 98.       | kiesett  | kiesett  |
| Laj Cse-nung (Lai Chu-Long) | Gyűrű            | 15,30     | 108.      | kiesett  | kiesett  |
| Laj Cse-nung (Lai Chu-Long) | Lólengés         | 12,30     | 110.      | kiesett  | kiesett  |
| Laj Cse-nung (Lai Chu-Long) | Egyéni összetett |           |           | 94,30    | 109.     |

Női
| Versenyző                    | Versenyszám      | Selejtező | Selejtező | Döntő    | Döntő    |
| Versenyző                    | Versenyszám      | Pontszám  | Helyezés  | Pontszám | Helyezés |
| ---------------------------- | ---------------- | --------- | --------- | -------- | -------- |
| Ju Mej-li (Yu Mai-Lee)       | Talaj            | 15,55     | 100.      | kiesett  | kiesett  |
| Ju Mej-li (Yu Mai-Lee)       | Ugrás            | 13,60     | 98.       | kiesett  | kiesett  |
| Ju Mej-li (Yu Mai-Lee)       | Felemás korlát   | 10,40     | 101.      | kiesett  | kiesett  |
| Ju Mej-li (Yu Mai-Lee)       | Gerenda          | 13,75     | 98.       | kiesett  | kiesett  |
| Ju Mej-li (Yu Mai-Lee)       | Egyéni összetett |           |           | 53,30    | 100.     |
| Hung Tan-kuj (Hong Tai-Kwai) | Talaj            | 15,45     | 101.      | kiesett  | kiesett  |
| Hung Tan-kuj (Hong Tai-Kwai) | Ugrás            | 12,10     | 101.      | kiesett  | kiesett  |
| Hung Tan-kuj (Hong Tai-Kwai) | Felemás korlát   | 12,40     | 99.       | kiesett  | kiesett  |
| Hung Tan-kuj (Hong Tai-Kwai) | Gerenda          | 12,70     | 100.      | kiesett  | kiesett  |
| Hung Tan-kuj (Hong Tai-Kwai) | Egyéni összetett |           |           | 52,65    | 101.     |

## Úszás
Férfi
| Li Tung-hszing (Lee Tong-Shing) | 100 m gyors    | 1:01,0   | 7.       | 60.      | kiesett | kiesett | kiesett | kiesett | kiesett |         |         |         |
| Li Tung-hszing (Lee Tong-Shing) | 100 m pillangó | 1:05,2   | 6.       | 30.      | kiesett | kiesett | kiesett | kiesett | kiesett |         |         |         |
| Li Tung-hszing (Lee Tong-Shing) | 400 m vegyes   | 5:50,0   | 8.       | 34.      |         |         |         | kiesett | kiesett | kiesett | kiesett | kiesett |
| Li Tung-hszing (Lee Tong-Shing) | 200 m vegyes   | kizárták | kizárták | kizárták |         |         |         | kiesett | kiesett |         |         |         |
| Chan King-ming (Chan King-Ming) | 200 m vegyes   | 2:44,9   | 6.       | 45.      |         |         |         | kiesett | kiesett | kiesett | kiesett | kiesett |
| Chan King-ming (Chan King-Ming) | 200 m hát      | 2:46,9   | 6.       | 30.      |         |         |         | kiesett | kiesett |         |         |         |

Női
| Versenyző                | Versenyszám    | Előfutam | Előfutam | Előfutam | Elődöntő | Elődöntő | Elődöntő | Döntő   | Döntő    |
| Versenyző                | Versenyszám    | Idő      | Hely.    | Össz.    | Idő      | Hely.    | Össz.    | Idő     | Helyezés |
| ------------------------ | -------------- | -------- | -------- | -------- | -------- | -------- | -------- | ------- | -------- |
| Oei Liana                | 100 m pillangó | 1:11,2   | 5.       | 18.      | kiesett  | kiesett  | kiesett  | kiesett | kiesett  |
| Oei Liana                | 100 m gyors    | 1:03,0   | 3.       | 9.*      | 1:02,8   | 6.       | 13.**    | kiesett | kiesett  |
| Oei Liana                | 200 m gyors    | 2:16,3   | 2.       | 9.       |          |          |          | kiesett | kiesett  |
| Sen Pao-ni (Shen Bao-Ni) | 200 m gyors    | 2:34,0   | 7.       | 37.      |          |          |          | kiesett | kiesett  |
| Sen Pao-ni (Shen Bao-Ni) | 100 m gyors    | 1:06,7   | 5.       | 46.      | kiesett  | kiesett  | kiesett  | kiesett | kiesett  |
| Sen Pao-ni (Shen Bao-Ni) | 400 m gyors    | 5:41,8   | 5.       | 29.      |          |          |          | kiesett | kiesett  |
| Sen Pao-ni (Shen Bao-Ni) | 100 m hát      | 1:21,5   | 7.       | 40.      | kiesett  | kiesett  | kiesett  | kiesett | kiesett  |
| Sen Pao-ni (Shen Bao-Ni) | 200 m vegyes   | 2:48,1   | 7.       | 34.      |          |          |          | kiesett | kiesett  |
| Sen Pao-ni (Shen Bao-Ni) | 400 m vegyes   | 6:21,5   | 6.       | 28.      |          |          |          | kiesett | kiesett  |

* - egy másik versenyzővel azonos időt ért el

** - három másik versenyzővel azonos időt ért el

## Vitorlázás
Nyílt
| Versenyző                                                                                        | Versenyszám | Futam  | Futam | Futam | Futam | Futam | Futam | Futam | Pontszám | Helyezés |
| Versenyző                                                                                        | Versenyszám | 1      | 2     | 3     | 4     | 5     | 6     | 7     | Pontszám | Helyezés |
| ------------------------------------------------------------------------------------------------ | ----------- | ------ | ----- | ----- | ----- | ----- | ----- | ----- | -------- | -------- |
| Csen Cse-fu (Chen Chih-Fu) Csen Hsziu-hsziung (Chen Hsiu-Hsiung) Csang Zsen-cse (Chang Jen-Chih) | Sárkányhajó | (29,0) | 29,0  | 29,0  | 28,0  | 27,0  | 27,0  | 29,0  | 169,0    | 23.      |